# Burg Soldau
Die Burg Soldau war eine Ordensburg des Deutschen Ordens im damals ostpreußischen Dorf Soldau, heute Działdowo. Sie diente als Grenzburg zum polnischen Masowien.

## Geschichte

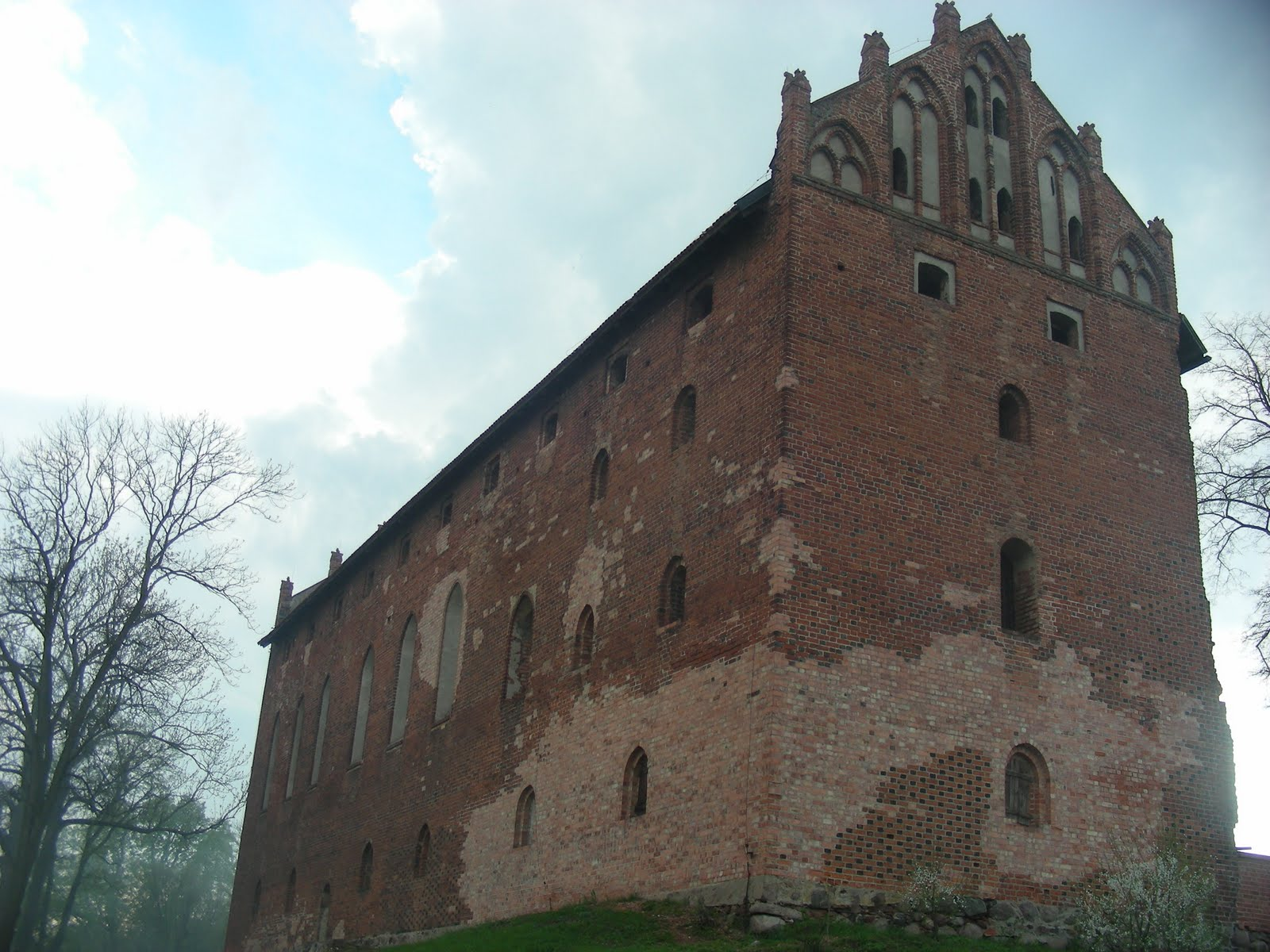
Burg Soldau

In der Handfeste der Stadt von 1344 ist die Burg bereits erwähnt, ein Pfleger erscheint 1348. Das Burghaus im Südosten ist vermutlich der älteste Baukörper, der Nordostflügel stammt aus dem 14. Jahrhundert. In der Schlacht bei Tannenberg 1410 wurde die Burg beschädigt. Im 15. Jahrhundert wurde die Burg auch 1414, 1442 und 1453 von polnischen Truppen bzw. bündische Truppen besetzt, kehrte jedoch immer wieder in Besitz des Ordens zurück. Während der Nordische Kriege war Soldau 1656 für mehrere Monate Aufenthaltsort von Karl X. Gustav.
Im Jahr 1676 wurde die Burg im Renaissancestil erneuert, und der südwestliche Flügel angebaut.
Im Ersten und Zweiten Weltkrieg wurde sie von russischen bzw. sowjetischen Truppen beschädigt. Der südwestliche Flügel ist noch weitgehend original erhalten.

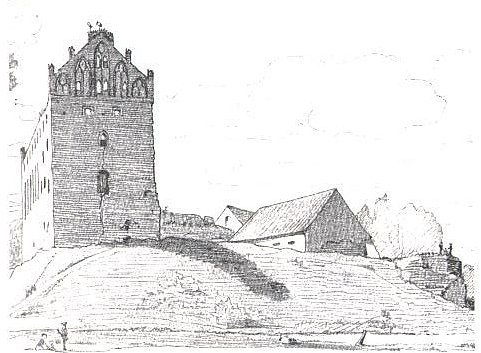
Soldau im Jahr 1881, Conrad Steinbrecht

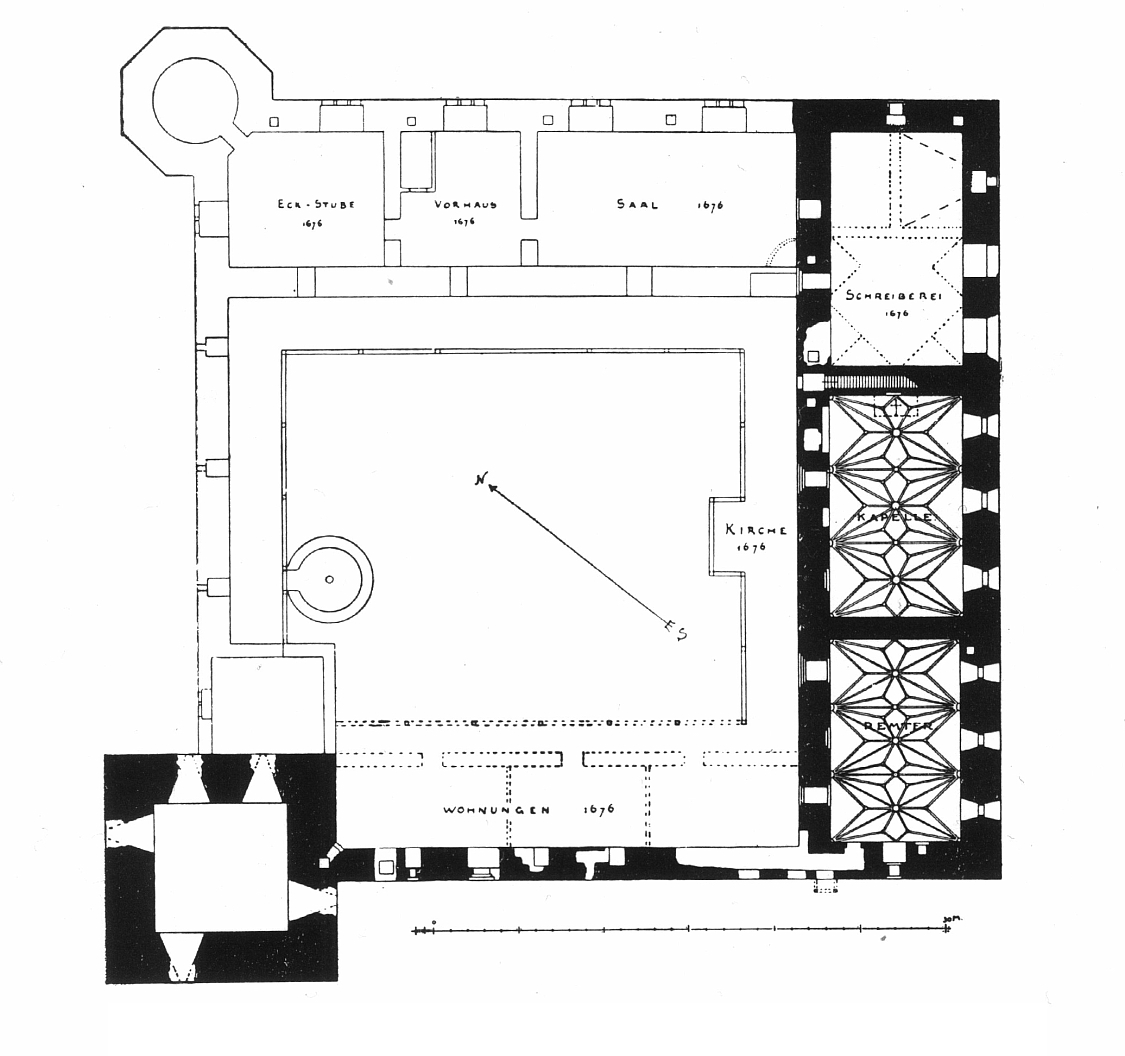
Grundriss, Conrad Steinbrecht, um 1890

## Bauwerk
Der Bau wurde, wie bei Ordensburgen üblich, auf einer quadratischen Grundfläche realisiert, deren Seitenlänge ca. 46 m beträgt. Auch waren Wirtschaftsgebäude, wie eine Mühle und eine Brauerei untergebracht. Soldau war eine kleine Deutschordensburg, wie sie als Sitz eines Pflegers oder Vogts dienten. Die Burg besteht aus einem Haupthaus, dem gegenüber Ecktürme an Ecken des quadratischen Innenhofs angeordnet sind. Die typische Anordnung der drei Haupträume Kapelle, Remter und Plegerwohnung im ersten Obergeschoss wurde möglicherweise erstmals in Soldau entwickelt. Der schmale Nordturm hat einen quadratischen Sockel, auf dem ein zylindrischer Oberbau saß. Der westliche breite Turm ragte nicht über die Krone der Umfassungsmauer hinaus.